# 自轉週期
自轉週期（英語：Rotation period）在天文學中是指當一個物體繞著自己的轉軸，相對於背景的恆星完成一次完整轉動的時間。自轉週期和行星的太陽日有所不同之處在於，後者還包含行星公轉太陽所需要的額外旋轉量。

## 測量自轉
對一個固體的天體，像是行星和小行星，自轉週期只有一個數值。對氣體/流體，像是恆星和氣體巨星，自轉週期從赤道到極點的週期都不相同，這稱為較差自轉。通常情況下，氣體巨星（木星、土星、天王星和海王星）是內部的自轉週期，是測量行星的磁場轉動來認定的。對於不對稱的非球體天體，即使沒有重力或潮汐力的影響，自轉週期通常是不固定的。這是因為雖然自轉軸在空間中是固定的（依據角動量守恆），但在天體本身卻不一定是固定的。正因為如此，天體繞著自轉軸的轉動慣量可以各不相同，因此轉動的速率會改變（角動量是質量、速度與力距的乘積）。土衛七就表現出這種行為，這樣的自轉週期被稱為混沌。

## 地球

深空氣候觀測衛星所拍攝地球於2015年9月25日的自轉，期間該衛星距離地球約1,530公里

地球相對於太陽的自轉週期（平太陽日）是平太陽時的86,400秒。這個秒的每一秒都比國際單位制的秒稍微長一點點，因為地球受到潮汐加速的影響，現在的一天比在確定秒長度的19世紀長了一點點。在1750年1892年間的平太陽秒是西蒙·紐康在1895年在他獨力制定的太陽表中選定的。這個表被用來計算1900年至1983年間的星曆表，所以這個秒被稱為星曆秒。國際單位制的秒在1967年被制定為與星曆秒相等。 
地球相對於固定恆星的自轉週期稱為恆星日（stellar day），由國際地球自轉服務（IERS）確定其長度為86164.098 903 691 秒平太陽時（UT1）(23h 56m 4.098 903 691s 。 地球的自轉週期相對於歲差或平春分點的移動，被誤稱為恆星日（sidereal day），是86164.090 530 832 88 秒的平太陽時（UT1） (23h 56m 4.090 530 56 23 832 88 s），因而sidereal day比stellar day短了大約8.4 ms.。1623年至2005年和1962年至2005年的平太陽日在國際單位制秒的長度，可以參考IERS的資料。最近
（1999年至2005年）平太陽日的平均年度長度，超過國際單位制的86,400秒約在0.3ms和1ms之間。必須在sidereal day和stellar day添加4秒，才能獲得平太陽日的長度。

## 太陽系天體
以下是一些著名太陽系天體的自轉週期，其中自轉週期以逆時針（由西向東）轉動為正，順時針（由東向西）轉動為負。
| 天體                     | 自轉週期                                                         | 自轉週期                                        |
| ------------------------ | ---------------------------------------------------------------- | ----------------------------------------------- |
| 太陽                     | 25.379995天（赤道） 35天（高緯度）                               | 25ᵈ 9ʰ 7ᵐ 11.6ˢ 35ᵈ                             |
| 水星                     | 58.6462天                                                        | 58ᵈ 15ʰ 30ᵐ 30ˢ                                 |
| 金星                     | –243.0187天                                                      | -243ᵈ 0ʰ 26ᵐ                                    |
| 地球                     | 0.99726968 天                                                    | 0ᵈ 23ʰ 56ᵐ 2.1ˢ                                 |
| 月球                     | 27.321661天 （對地球同步自轉）                                   | 27ᵈ 7ʰ 43ᵐ 11.5ˢ                                |
| 火星                     | 1.02595675天                                                     | 1ᵈ 0ʰ 37ᵐ 22.663ˢ                               |
| 穀神星                   | 0.37809天                                                        | 0ᵈ 9ʰ 4ᵐ 27ˢ                                    |
| 木星                     | 0.4135344天（內部深處） 0.41007天（赤道） 0.41369942天（高緯度） | 0ᵈ 9ʰ 55ᵐ 29.37s 0ᵈ 9ʰ 50ᵐ 30ˢ 0ᵈ 9ʰ 55ᵐ 43.63ˢ |
| 土星                     | 0.44403天（內部深處） 0.426天（赤道） 0.443天（高緯度）          | 0ᵈ 10ʰ 39ᵐ 24ˢ 0ᵈ 10ʰ 14ᵐ 0ᵈ 10ʰ 38ᵐ            |
| 天王星                   | -0.71833天                                                       | -0ᵈ 17ʰ 14ᵐ 24ˢ                                 |
| 海王星                   | 0.67125天                                                        | 0ᵈ 16ʰ 6ᵐ 36ˢ                                   |
| 冥王星                   | -6.38718天 （與冥衛一同步自轉）                                  | –6ᵈ 9ʰ 17ᵐ 32ˢ                                  |
| 妊神星                   | 0.163145天                                                       | 0ᵈ 3ʰ 54ᵐ 56ˢ                                   |
| 楚留莫夫－格拉希門克彗星 | 0.516846天                                                       | 0ᵈ 12ʰ 24ᵐ 15.48ˢ                               |

## 外部連結

會合-舒梅克號探測器於2000年12月初拍攝到愛神星完整的自轉過程。愛神星的自轉週期約為5小時16分鐘，此期間探測器和愛神星的距離維持在200公里。

- Murray, Carl D. and Stanley F. Dermott. . Cambridge UP. 1999: 531. ISBN 0-521-57295-9. Rotation periods of Mercury and Earth are wrong.